# Cloeotis percivali
Cloeotis percivali là một loài động vật có vú trong họ Dơi nếp mũi, bộ Dơi. Loài này được Thomas mô tả năm 1901.

## Hình ảnh

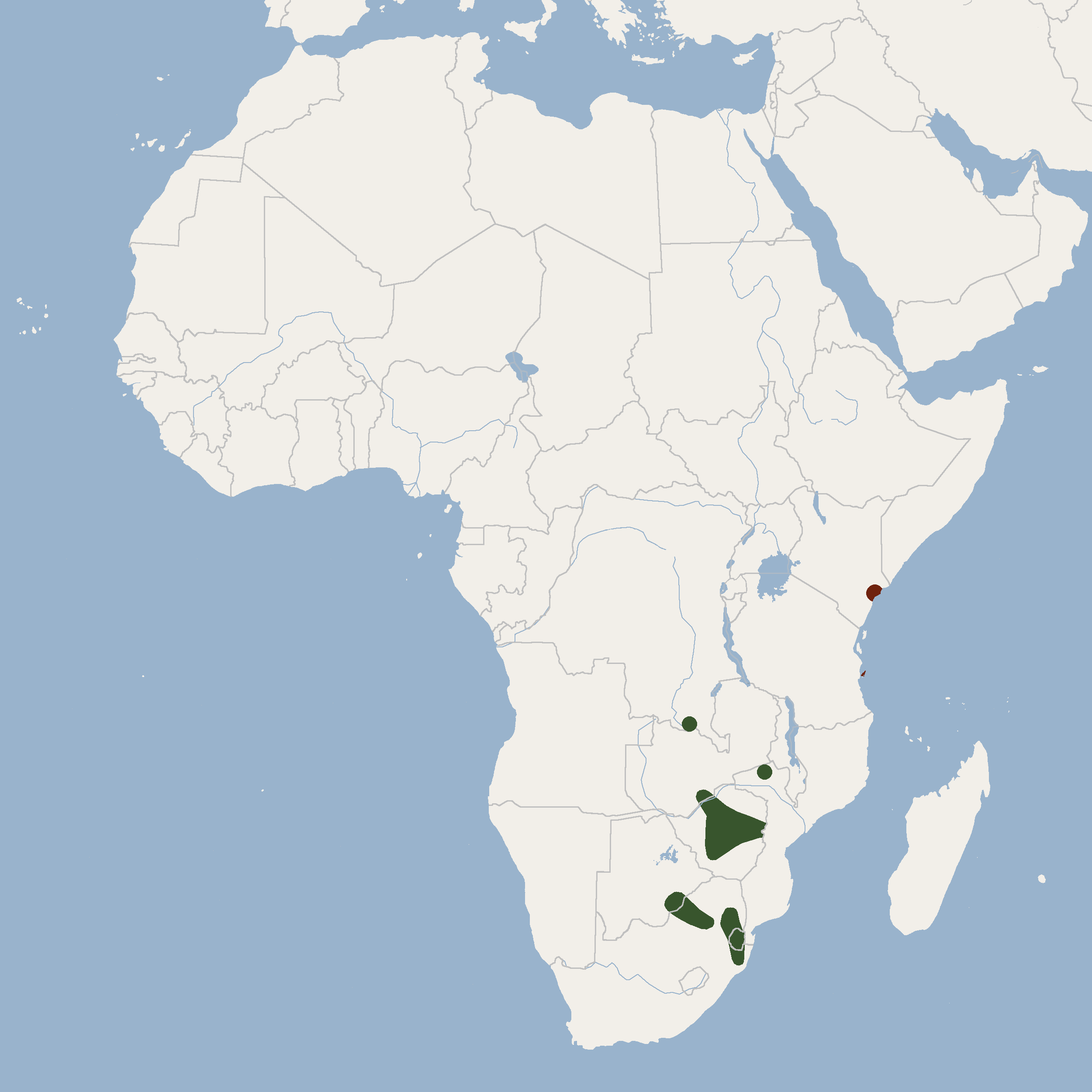